# Navegació astronòmica
|  | No s'ha de confondre amb Història de la navegació. |

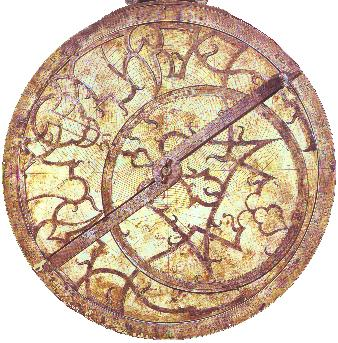
Astrolabi del.

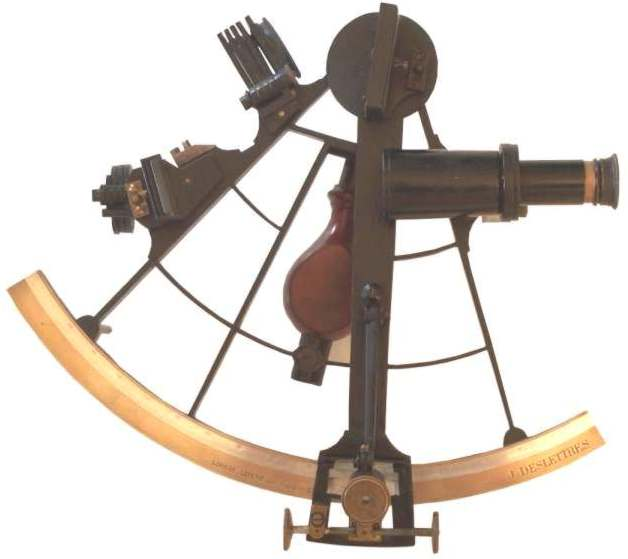
Sextant (1900).

La navegació astronòmica engloba les tècniques que utilitzen els astres per a conèixer-ne la posició sobre el globus terrestre, en contraposició al de la navegació per estima, emprat principalment a la navegació de cabotatge, que no els fa servir. Els polinesis van ser capaços de poblar illes que, als europeus, els va costar moltíssim trobar. S'han descobert mapes del cel fets amb canyes i nusos, emprats pels polinesis per a representar els estels.
Durant segles, els europeus i els àrabs havien navegat al voltant de les seves costes utilitzant com a referència els punts visibles de les costes i el seu coneixement de les profunditats (sondes) en diferents llocs. Quan, als segles xiv i xv, els catalans i portuguesos comencen els seus viatges d'exploració i descobriment, els seus instruments de navegació eren:
- Corredora i ampolleta, per a determinar la velocitat del vaixell en la navegació d'estima.
- Escandall, per a determinar la profunditat i naturalesa del fons.
- Brúixola molt rústica per a determinar el nord (magnètic).
- Vara de Jacob, astrolabi i quadrant, per a mesurar l'altura d'un astre sobre l'horitzó.

Coneixien les limitacions i els errors de la navegació per estima. Cristòfor Colom va descobrir que la declinació magnètica no era constant, sinó que variava amb el lloc i amb el temps. Sabien que l'estrella polar no estava situada justament sobre el pol celeste i sabien com corregir l'error que introduïa en el mesurament de la latitud mitjançant l'observació de les estrelles properes (les "guardes").

## Observacions sense cronòmetre

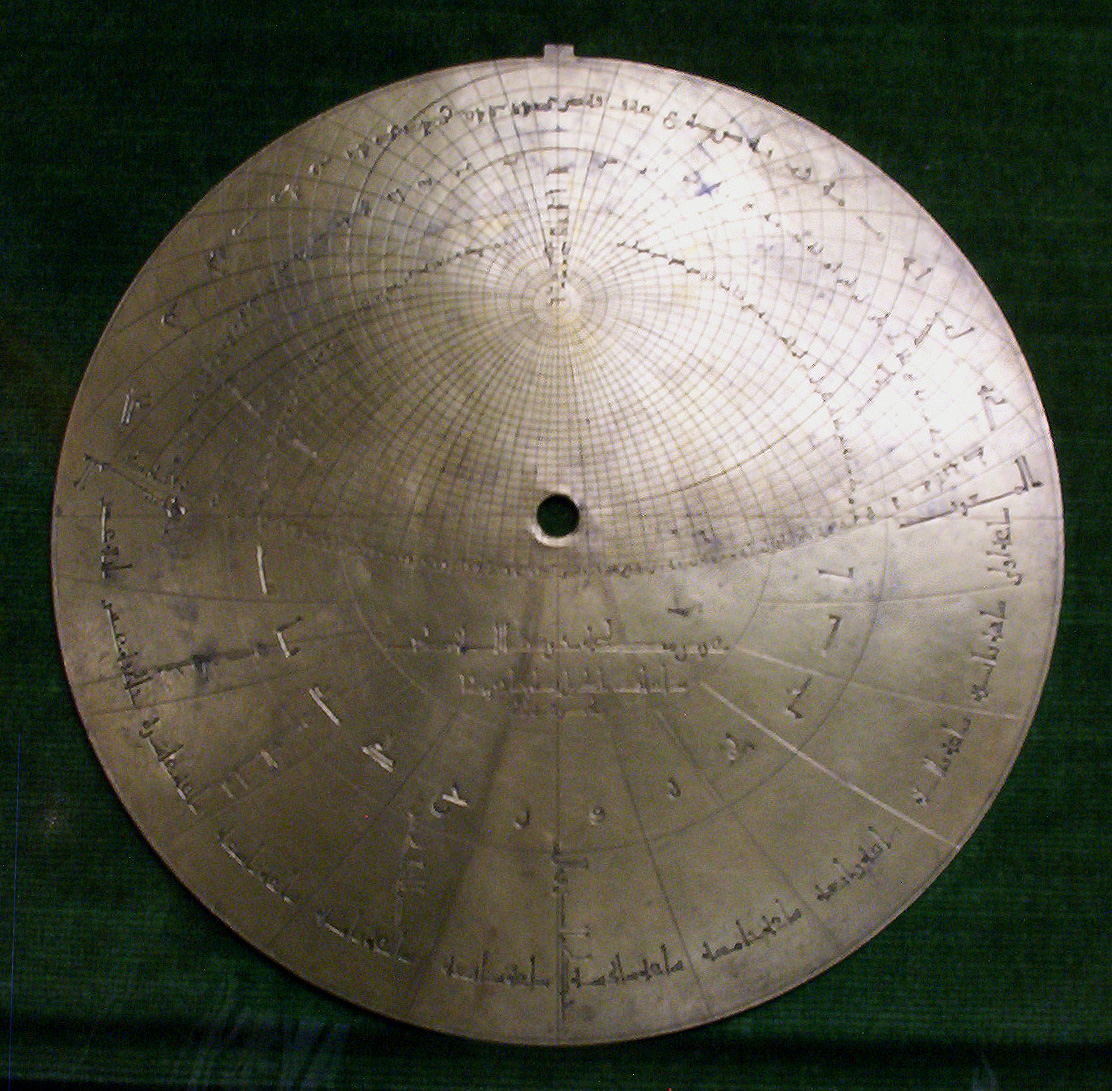
Làmina d'un astrolabi andalusí del (MAN, Madrid).

L'astrolabi és invenció dels antics grecs, però es va oblidar a Europa i van ser els àrabs els qui ho van reintroduir a la península Ibèrica cap al segle xi. Des d'aquí, es va estendre a la resta d'Europa i, a l'edat mitjana tardana i durant el renaixement estava molt estès. Per a prendre una observació, requeria tres persones i donava una precisió bastant baixa, de l'ordre de dos a quatre graus d'arc. S'utilitzava per a determinar la latitud mitjançant l'observació de l'estrella polar o l'observació del pas meridià del sol.
La ballesta de creueta és d'invenció medieval, i podia ser usada per una sola persona, però era molt poc pràctica perquè necessitava visualitzar i alinear simultàniament un extrem de la creueta amb l'horitzó, i l'altre extrem amb l'astre. Això és molt difícil de fer.
Un altre instrument àrab medieval és el kamal, que està basat en el mateix principi que la ballesta de creueta. En el kamal, la creueta es veu reduïda a una tauleta amb un cordill amb nusos. L'observador subjectava un nus determinat entre les dents, la qual cosa fixava la distància de la tauleta als seus ulls i, per tant, l'angle format per l'ull i les vores de la tauleta. Els nusos es feien de manera que corresponguessin amb la latitud de diversos ports o llocs, i l'observació permetia saber la latitud de l'observador.
El 1590, Davis va inventar el quadrant que porta el seu nom. Aquest permetia a una sola persona prendre l'altura del sol amb una mica més de precisió que un astrolabi. L'observador, d'esquena al sol, alinea l'ombra del sol sobre el visor amb l'horitzó, cosa que es fa amb una sola línia recta de visió i evita el problema principal de la ballesta de creueta, on l'observador necessita visualitzar dues línies simultàniament. El quadrant de Davis va patir diversos canvis i millores al llarg de la seva existència, de manera que els últims models eren bastant diferents de l'original.
Així que, fins a mitjan segle xviii, la latitud es determinava mitjançant l'observació de l'altura de l'estrella polar o de l'observació meridiana del sol utilitzant l'astrolabi, i més tard, el quadrant de Davis. Els marins tenien taules quadriennals que donaven la declinació del sol per a cada dia de l'any i, amb aquesta informació i l'observació de l'altura del sol en el seu pas meridià, és molt senzill determinar la latitud. A causa de la simplicitat d'aquest mètode, que no requereix cronòmetre, s'ha utilitzat tradicionalment fins als nostres dies, tot i l'existència de mètodes molt més versàtils.
En aquella època, a la darreria del segle xv, no hi havia manera pràctica de determinar la longitud geogràfica, així que el procediment seguit era el de navegar en un punt de la mateixa latitud que la destinació, per després anar navegant mantenint la latitud fins a trobar la destinació. Podríem pensar que això era molt ineficient, però és el millor que podien fer i no és tan ineficient com pot semblar a primera vista. De fet, per a les naus castellanes que anaven al Carib, això era molt pràctic per la configuració dels corrents i dels vents alisis de l'oceà Atlàntic. Des de la península anaven cap al sud, a les illes Canàries, i des d'aquí creuaven l'Atlàntic. En el viatge de retorn, pujaven al costat de la Florida i després creuaven l'Atlàntic cap a Espanya. Tenint en compte els corrents i els vents, això és el més eficient. Desafortunadament per als pilots -i per sort per als cercadors de tresors d'avui-, la flota espanyola retornava al mar Carib en el moment de més activitat d'huracans, i molts vaixells es van anar en orris a prop de les costes de Florida.
Al voltant del 1750, es va inventar el sextant, que permetia una observació molt més precisa de l'altura dels astres. Amb algunes millores i perfeccionaments menors, ha restat fonamentalment igual fins als nostres dies. De tota manera, els pilots van trigar temps a rebutjar els quadrants de Davis i a utilitzar els sextants, que eren més complicats i cars.
El sextant permetia més precisió en l'observació de l'altura, la qual cosa redundava en una determinació de la latitud més precisa, però els marins seguien sense tenir un mitjà per a determinar la seva longitud geogràfica mitjançant observacions astronòmiques.
La invenció del telescopi i els avenços de l'astronomia van permetre que, a final del segle xviii, es pogués predir la posició dels astres amb prou exactitud i, a la fi del segle xviii, el Reial Observatori Britànic de Greenwich va començar a publicar l'almanac nàutic, que continua sent una de les eines bàsiques de la navegació astronòmica fins als nostres dies.

## Desenvolupament del cronòmetre

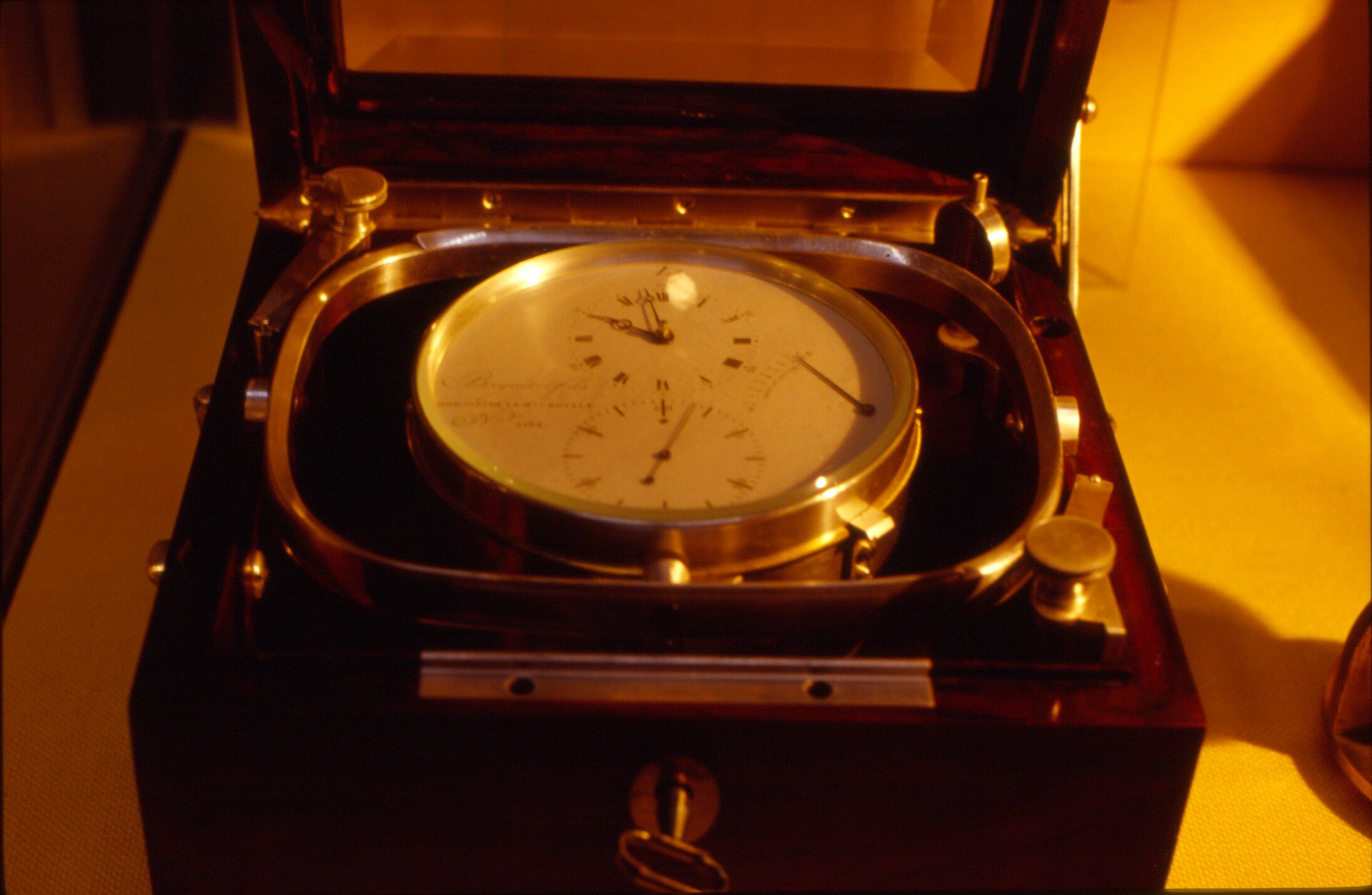
Cronòmetre marí muntat sobre anells cardan

Durant el segle xviii, s'havia fet tot l'estudi teòric necessari que permetria la determinació de la longitud geogràfica, condicionat al fet que l'observador sabés amb certa precisió l'hora en el meridià de referència en el moment de l'observació o, cosa que és el mateix, la diferència horària entre el punt de l'observació i el meridià de referència (comunament Greenwich). Fins aquest moment, el temps a bord es mesurava mitjançant ampolletes de sorra, que els grumets invertien cada mitja hora. Aquest sistema era, evidentment, poc precís i totalment inadequat per a navegació astronòmica, que requereix molta més precisió. El problema de la determinació de la longitud geogràfica era, per tant, un problema de poder saber amb precisió l'hora en el meridià de referència.
Es van desenvolupar sistemes de navegació que permetien determinar l'hora mitjançant observacions astronòmiques, però eren molt complexos i inexactes. Entre aquests, hi havia el mètode de les distàncies lunars, basat en l'observació del moviment relativament ràpid de la Lluna i el mètode de l'observació dels satèl·lits de Júpiter. Avui, sabent l'hora, l'almanac ens dona l'angle horari de la Lluna. El mètode de les distàncies lunars es basava en el procés invers: observant la posició de la Lluna respecte a les estrelles, i aplicant les corresponents correccions per paral·laxi, semidiàmetre, etc., l'observador deduïa l'hora. El mètode de l'observació de les ocultacions dels satèl·lits de Júpiter requeria l'ús d'un telescopi, i feia impossible l'ús d'aquest mètode a bord.
Tot i que aquests mètodes eren una millora sobre els mètodes existents fins a aquest moment, eren molt molestos de calcular i molt subjectes a inexactituds i errors, per la qual cosa no van guanyar gaire difusió. Clarament, se sentia la necessitat d'una màquina que permetés saber a bord del vaixell l'hora del meridià de referència.
Espanya i altres països havien ofert recompenses a qui inventés i construís un cronòmetre, però ni tan sols això va produir la desitjada invenció. A mitjan segle xviii, Anglaterra va oferir una gran recompensa a qui "descobrís la longitud geogràfica en el mar amb una precisió de 60 milles després d'un viatge de sis setmanes al mar". Aquesta precisió pot interessar molt poc avui dia però, en efecte, suposa saber l'hora amb una precisió de quatre minuts de temps després del pas de sis setmanes. En aquella època, era el màxim que es podia demanar.
Al contrari que altres invencions de l'edat moderna que van fer ús de tecnologia existent donant-hi nous usos, la invenció del cronòmetre va ser producte de la necessitat i la tecnologia necessària va haver de ser inventada i desenvolupada.
Des que Galileu va descobrir el ritme constant del pèndol de gravetat, els inventors havien tractat d'inventar un rellotge basat en aquest principi, però els resultats eren imperfectes en terra ferma i aquests cronòmetres no podien funcionar en un vaixell en moviment. Tot el segle xviii va ser dedicat a la invenció del cronòmetre, però els pilots van haver d'esperar a la segona meitat del XIX i manejar-se sense, amb les distàncies lunars.
Com a resposta de l'oferta anglesa, John Harrison va acoblar el pèndol amb un moviment d'escapament de la seva invenció i va produir els primers cronòmetres "transports" durant el segle xviii. El primer pesava 30 quilos i necessitava uns enormes suports amb cardan per a mantenir el mateix angle respecte a l'horitzontal, cosa impossible en cas de temporal, només el "Harrison IV" era efectiu al mar. Anys de treball i millores van produir, finalment, cronòmetres pràctics i que podien ser produïts en massa.
Només, a partir de principis del segle xix, es van començar a fabricar cronòmetres útils i eren molt cars; és per això que, durant la primera meitat del segle, molts vaixells encara navegaven sense cronòmetre.
Una vegada que el cronòmetre estigué disponible a principis del segle xix, el pilot tenia a la seva disposició per a la navegació astronòmica les mateixes eines que utilitza avui dia, dos segles després: sextant, cronòmetre i almanac nàutic. Des d'aleshores, els avenços en la navegació astronòmica han ragut, no en els instruments mecànics, sinó en la teoria de mètodes i càlculs usats en la reducció de les observacions.

## Observacions cronometrades
Amb l'arribada del cronòmetre es podia determinar la longitud geogràfica. Això es feia, generalment, de la següent manera: el pilot determinava la seva latitud pel procediment que sempre havia usat: per l'observació meridiana del sol. Aquesta observació es deia observació meridiana, i no requeria l'ús del cronòmetre. Després, feia una observació d'un astre que tingués un azimut molt proper a 90° o 270°, és a dir, E o W. Aquesta observació es deia observació cronometrada o temporal, perquè s'anotava l'hora de l'observació. En aquest moment, estimava la seva latitud avançant-ne la meridiana mitjançant càlculs d'estima. Utilitzant la nova latitud en els seus càlculs i les dades de l'observació cronometrada obtenia la seva longitud geogràfica. El procés matemàtic de càlculs que se segueix amb una observació per arribar a un resultat en forma de posició es diu reducció de l'observació.
En aquest cas, el navegant té com a dades la posició de l'astre en el moment de l'observació, és a dir, el seu angle horari referit a Greenwich Gha i la seva declinació dec. A més de l'altura observada Ho. Llavors, assumeix una latitud donada per a la seva navegació d'estima i calcula la longitud geogràfica resultant lon. Primer determina l'angle horari local LHA, és a dir, l'angle horari entre la seva posició i la posició de l'astre:
| {\displaystyle \cos(LHA)={\frac {\sin(Ho)-\sin(lat)\cdot \sin(dec)}{\cos(lat)\cdot \cos(dec)}}={\frac {\sin(Ho)}{\cos(lat)\cdot \cos(dec)}}-\tan(lat)\cdot \tan(dec)} |

Un cop determinat LHA, és fàcil determinar la longitud lon, ja que:
| {\displaystyle lon(W)=GHA-LHA} |

Com es pot veure, la fórmula principal és complexa si s'ha de resoldre només amb l'ajuda de taules.
Geomètricament, el problema consisteix a determinar el cercle d'igual altura curta al paral·lel de latitud corresponent. Es pot veure que hi serà en dos punts i, així, l'equació matemàtica també tindrà dues solucions, una de les quals es rebutja per no ser, òbviament, la solució buscada.
L'observació cronometrada complementava l'observació meridiana i era el seu pas següent més lògic. Va ser més fàcilment acceptat pels pilots que fos un sistema radicalment nou i diferent, i es va convertir en el mètode usual d'aquella època.
Una forma senzilla de calcular la situació del navegant és, tenint un cronòmetre que marqui l'hora de TU, quan el Sol estigui en la seva màxima altura sobre l'horitzó davant del navegant -dirigint el sextant en la direcció en què es troba més pròxim l'equador-, anotar la seva altura angular sobre l'horitzó, l'hora que marca el cronòmetre i la declinació que té el Sol en aquesta hora -les dades per trobar el valor de tal declinació apareixen a l'almanac nàutic-. L'hora anotada és la del pas del Sol pel meridià del navegant. D'aquesta hora, es resta l'hora de TU en la qual el Sol ha passat sobre el meridià de Greenwich -que també ve en l'Almanac Nàutic, i que sol ser cap a les 12 h del TU-, amb la qual cosa obtenim el temps que ha trigat el Sol des que va passar pel meridià 0° fins que ha passat pel meridià del navegant. Atès que, en una hora, el Sol recorre 15º, s'obté que el temps transcorregut en minuts d'hora dividit per 4, ens dona el valor en graus de la longitud en què es troba el navegant. Els decimals d'aquesta longitud es transformen en minuts de grau multiplicant per 60. Així tenim, aproximadament, la longitud en graus, minuts i decimals de minut en què es troba el navegant. La latitud en què es troba el navegant quan passa el Sol pel seu meridià es pot conèixer calculant la latitud en què, en aquest moment, es troba el zenit del navegant, ja que són del mateix valor. Tal latitud del zenit s'obté sumant la coaltura del Sol (= 90°-altura) a la declinació del Sol quan aquest astre està passant pel meridià del navegant -la coaltura és la distància angular que hi ha entre el zenit del navegant i l'astre, i la declinació és la distància angular entre l'astre i l'Equador celeste, i la variació de l'altura del Sol és mínima quan l'astre està pròxim al meridià del navegant, per la qual cosa es recorre a estratagemes per detectar el seu pas per tal meridià com, per exemple, anar fent preses seriades -cada cinc o deu minuts- de l'altura del Sol quan està prop del migdia del navegant i anotant el valor d'aquestes altures i les hores de TU corresponents. Amb aquestes dades, es fa una gràfica en què les coordenades són el TU i l'altura de l'astre: la corba resultant d'unir aquestes altures successives, es pot calcular per aproximació quan el Sol ha estat a la seva màxima alçada, com era el valor d'aquesta i quina era l'hora de TU en què això passava.

## Correccions
A mesura que els sextants, en la seva fabricació i maneig, s'anaven fent més precisos, es van tenint en compte i corregint en els càlculs errors que abans s'havien ignorat. Entre aquests, es poden comptar:
- Error instrumental (propi de l'instrument).
- Refracció atmosfèrica (notable, especialment, en observacions de baixa alçada, menor a 10 graus).
- Depressió de l'horitzó (ja que l'horitzó està situat per sota de l'observador).
- Paral·laxi (notable en el cas de la Lluna i astres propers a la Terra).
- Semidiàmetre (en el cas de cossos amb diàmetre aparent, Sol i Lluna, en observar-ne els llimbs).
- Augment (el semidiàmetre de la Lluna s'estandarditza per la distància des del centre de la Terra, però quan s'observa amb certa altura sobre l'horitzó, la distància des de l'observador és menor i el semidiàmetre aparent augmenta).

## Comparació amb la topografia
Lleugerament a part del tòpic central que ens ocupa, que és la navegació astronòmica per mar, és interessant notar que els fabricants de mapes i els topògrafs terrestres de l'època s'enfrontaven al mateix problema: determinar la seva posició mitjançant observacions astronòmiques, però van arribar-hi a solucions molt diferents. El pilot marí té una visió clara de l'horitzó al seu voltant i pot determinar l'altura H de l'astre sobre l'horitzó, però això no succeeix en terra ferma. D'altra banda, el pilot no té mitjans per a determinar l'azimut d'un astre amb precisió ni el moment precís del seu trànsit meridià. Per contra, un observatori astronòmic terrestre té mitjans per a determinar aquestes magnituds amb facilitat i precisió. Per aquests motius, els sistemes utilitzats per navegants marins i per topògrafs terrestres eren fonamentalment diferents.

## Desenvolupament de mètodes de reducció moderns

### Sumner
El 1837, el capità Thomas Sumner s'acostava a la costa anglesa i estava preocupat per la seva posició després de diversos dies de boira sense observacions. Una obertura momentània als núvols li va permetre prendre una observació cronometrada, però no estava segur de la seva latitud, i per això va decidir resoldre la longitud utilitzant diverses suposicions de latitud. En fer-ho, va descobrir que les diferents posicions obtingudes estaven alineades i que la prolongació de la línia passava per un far determinat. Tot i que no estava segur de la seva latitud, sabia que la seva posició estava al llarg d'aquesta línia recta, per la qual cosa va posar rumb per seguir per la mateixa línia fins que, efectivament, va albirar el far. Al capità Sumner, s'atribueix la invenció del concepte de "línia de posició" (LP). Avui sabem, per descomptat, que la LP és un segment d'un cercle menor anomenat cercle d'igual altura. Qualsevol observador situat en qualsevol punt d'aquest cercle observarà l'astre amb la mateixa altura.
El mètode del capità Sumner per a resoldre la longitud de dues latituds diferents i, d'aquesta manera, determinar una LP estava en línia amb el que s'havia fet fins aquell moment, i va ser adoptat pels pilots sense resistència, però, encara, el procés de determinació de la posició era el d'avançar per estima la latitud obtinguda de l'observació meridiana i creuar-la amb LP obtingudes per observacions cronometrades.
La reducció de l'observació cronometrada era complexa i havia de ser resolta per duplicat, per a dues latituds diferents. A més, l'astre examinat en l'observació cronometrada havia de tenir un azimut molt proper a E o W. Si l'azimut del cos observat se separava molt del que es desitjava, creixia l'error i, a més, els punts obtinguts caurien fora de la carta.

### St. Hilaire
A final del segle xix, es buscava la forma de simplificar els càlculs i de millorar la precisió dels resultats. Cap al 1872, el capità francès Marcq Saint Hilaire publicà un mètode d'aproximacions successives que va anomenar point rapproche. El 1877, l'astrònom parisenc Antoine-Joseph Yvon Villarceau (1813-1883) i l'oficial naval Aveda de Magnac publicaren un sistema que van denominar intercepció de l'azimut, i que s'ha difós amb el nom de St. Hilaire, encara que aquest no en va ser l'inventor. Aquest mètode es va difondre ràpidament i ha estat el més utilitzat fins als nostres dies.
En aquest mètode, el pilot assumeix una posició qualsevol, que pot ser la seva posició estimada, però això no és necessari i n'hi ha prou que la posició assumida estigui raonablement prop de la posició real. El resultat de la reducció és una LP, que sempre serà la mateixa, amb independència de la posició assumida per al càlcul.
El procediment és el següent: el pilot realitza una observació astronòmica i anota l'hora exacta i l'altura Ho observada. A continuació, fa un càlcul on assumeix l'altura calculada Hc, amb la qual s'observaria l'astre si la seva posició d'observador fora la posició assumida per al càlcul. La diferència entre Ho i Hc és la distància entre la posició real i la posició assumida per al càlcul -els càlculs anteriors són matemàtics i el que segueix és procés gràfic en la carta de navegació-, de manera que el pilot traça una recta des del punt de la posició assumida amb la direcció de l'azimut de l'astre observat i des de la posició assumida mesura la distància Ho-Hc cap a l'astre. Si Ho hi és major, llavors la distància es mesura en sentit invers. En aquest punt, traça una perpendicular a la línia d'azimut i aquesta nova línia és la seva recta d'altura LP. En el moment de la mesura, l'observador estava situat en algun punt d'aquesta LP. Creuant diverses LP i totes obtingudes per aquest nou procediment, se n'obté la posició real.
Les fórmules utilitzades per a obtenir Hc i Z són:
| {\displaystyle \sin(Hc)=\sin(lat)\cdot \sin(dec)+\cos(lat)\cdot \cos(dec)\cdot \cos(LHA)} |

| {\displaystyle \tan(Z)={\frac {\sin(LHA)}{\sin(lat)\cdot \cos(LHA)-\cos(lat)\cdot \tan(dec)}}} |

### Ageton
Cap al 1930, Ageton, en aquells dies estudiant a l'Acadèmia Naval d'Annapolis (Estats Units), va inventar el mètode de reducció que porta el seu nom. Aquest mètode utilitza una petita taula de logaritmes de les funcions trigonomètriques i un procés que simplifica els càlculs. Les taules d'Ageton van ser publicades per l'Oficina Hidrogràfica dels Estats Units el 1931, amb la denominació HO 211.
El sistema és útil encara avui, per exemple, perquè permet portar el llibret amb les taules dins la caixa del sextant. Tot i això, els càlculs de reducció triguen a realitzar-se i són propensos a errors, sobretot per al pilot mancat de pràctica. Després, s'han desenvolupat altres mètodes semblants, com el mètode de Davies, que s'inclou en l'almanac nàutic publicat pels Estats Units, però cap d'aquests mètodes s'aproxima a la bellesa i simplicitat del mètode d'Ageton.
Des de la fi del segle xix fins passada la Segona Guerra Mundial, hi va haver un constant treball en tot el món per buscar sistemes simplificats de reducció d'observacions, però pocs mètodes van guanyar difusió mundial, ja que cada nació n'afavoria els propis. A part del mètode d'Ageton, podem anomenar el ja citat de Davies i els de Comrie, Dreisonstok, Ogura, etc. Alguns d'aquests sistemes utilitzaven la (Fórmula de Haversine).

### Taules precalculades
El mètode d'Ageton i d'altres semblants eren vàlids per a pilots marins, però massa lents per a pilots aeris, que necessitaven resoldre la seva posició amb molta més rapidesa. En la dècada del 1940, es van començar a publicar taules de triangles esfèrics precalculats, de manera que el pilot entrava en les taules amb els tres arguments de latitud assumida, declinació de l'astre i diferència horària entre l'astre i longitud geogràfica assumida, i obtenia com a resultat l'altura computada Hc i l'azimut computat Z.
El pilot es veia obligat a assumir una posició de latitud igual a un grau sencer, sense part fraccionària, i a assumir una longitud que fes la diferència horària igual a un grau sencer també. Aquesta restricció no és especialment incòmoda i es guanyava molt en velocitat, per la qual cosa aquests mètodes es van desenvolupar molt a partir de la Segona Guerra Mundial i van culminar amb la publicació pel govern nord-americà de les taules HO 249 per a aviadors i, més tard, les taules HO 229 per a pilots marins. Ambdues són essencialment el mateix, però les HO 229 donen una mica més de precisió i són d'ús una mica més lent. En ambdós casos, el pilot necessita una voluminosa biblioteca de taules, de manera que altres mètodes, com el d'Ageton, poden ser més adequats per a situacions com bots salvavides, o on no es pugui carregar amb les voluminoses taules dels mètodes com HO 249.

### Càlcul electrònic
Amb l'arribada, en les últimes dues dècades del segle xx, de les calculadores programables i ordinadors, la reducció d'observacions es pot fer de manera instantània i sense necessitat de taules, i així els mètodes manuals van passar a ser mètodes d'emergència per al cas de fallades en els aparells electrònics. També es van desenvolupar programes d'ordinador que calculaven les coordenades astronòmiques que, fins aquell moment, s'havien tret de l'almanac. Això va fer innecessari l'únic altre llibre utilitzat pel pilot per a la reducció: l'almanac nàutic.

## Present
Tenint en compte el desenvolupament del sistema GPS i altres similars de navegació per satèl·lit, que són presents arreu del món, i amb receptors que poden costar la desena part o menys del preu d'un sextant, podem dir amb seguretat que l'art i ciència de la navegació astronòmica han arribat a la fi del seu camí útil. L'art de la navegació astronòmica s'està perdent ràpidament, i només sobreviurà com a interès d'aficionats.
L'Acadèmia Naval d'Annapolis (Estats Units) ja no requereix l'ensenyament de navegació astronòmica als seus cadets, perquè saben que ja no té objecte. No obstant això, a l'estat espanyol, es continua requerint aquest coneixement per obtenir el títol esportiu de capità de iot, ja que la tecnologia GPS -i similars- depenen d'aparells electrònics que es poden veure afectats per fallades i errors, mentre que el coneixement de la navegació astronòmica ofereix un sistema menys precís, més complex, però efectiu en cas que el sistema electrònic deixi de funcionar. De la mateixa manera, les escoles nàutiques mercants mexicanes encara inclouen, en els programes d'estudi, la navegació astronòmica, ja que en les embarcacions mercants encara és obligatori realitzar, almenys, una observació astronòmica al dia, i això amb la finalitat de corroborar que els equips electrònics funcionin correctament.